# Кот Биг
Кот Биг (яп. ビッグ ・ザ ・キャット Биггу дза Кятто, англ. Big the Cat) — персонаж видеоигр, комиксов и мультфильмов серии Sonic the Hedgehog, впервые представленный в игре Sonic Adventure.

## Персонаж
Биг — антропоморфный большой и пухлый 18-летний фиолетовый кот ростом 200 сантиметров и весом 280 килограммов, что делает его одним из самых тяжёлых немеханических персонажей серии. Биг также является одним из немногих персонажей этой серии, носящих сандалии. Он живёт в джунглях, окружающих Мистические руины.
Биг — рыбак по жизни и живёт со своим другом лягушонком Фрогги (яп. 蛙君 Каэру кун, англ. Froggy). Его день рождения, вероятно, 23 декабря. Характер — простодушный.

## Роль в играх

### Sonic Adventure
Дебют Бига состоялся в игре Sonic Adventure, где он является одним из шести главных персонажей. Его история начинается с того, что его друг, лягушонок Фрогги, поражённый хвостом Хаоса, отращивает свой собственный хвост, проглатывает талисман Бига — жёлтый Изумруд Хаоса и упрыгивает прочь. Биг сначала пытается поймать его в Twinkle Park, затем в Ice Cap, а потом на Emerald Coast, но лягушонка схватывает робот E-102 Гамма. Биг пытается убедить его отпустить Фрогги, но безуспешно. Позже Биг нашёл Фрогги на воздушном корабле Доктора Эггмана Egg Carrier и выловил его в одном из аквариумов Hot Shelter. Ехидна Тикал телепортирует его в прошлое и оставляет ему сообщение. Поняв, насколько важен его талисман, он телепортируется обратно и собирается выбраться с корабля, но его ловят Эггман и Хаос 4. Эггман даёт Фрогги Хаосу, чтобы тот забрал его хвост и Изумруд Хаоса, и тот трансформируется в Хаос 6. С помощью ежа Соника он спасает Фрогги и, найдя останки разбитого Тейлзом самолёта Tornado II, улетает с падающего корабля в свой дом в джунглях. Когда Пёрфект Хаос начал уничтожать город Стейшн-Сквер, Биг отдал свой «талисман» Сонику, чтобы тот победил Идеального Хаоса.

### Другие игры
Биг представлен в игре Sonic Shuffle как бонусный игровой персонаж.
Биг также сделал несколько появлений в игре на уровнях и кат-сценах как персонаж, не имеющий отношения к сюжету. Обычно он находится в незаметных и труднодоступных местах, что можно рассмотреть как хинт и пасхальное яйцо от разработчиков. В ремейке Sonic Adventure 2: Battle для Nintendo GameCube он отсутствует во многих местах, где он был в версии для Sega Dreamcast, хотя иногда может появиться в кат-сценах при нажатии A на геймпаде. В оригинальной игре играбелен в режиме двух игроков, в ремейке — заменён на Тёмного Чао.
В игре Sonic Heroes Биг появляется как член Команды Роуз, где вместе с Эми Роуз и крольчихой Крим ищут пропавших Фрогги и Чао Чоколу. Биг является силовым персонажем.
В Sonic Rivals Биг появился в двух коллекционных картах, карточки с Фрогги там тоже есть.
В Sonic and the Secret Rings Биг появляется в галерее и на уровнях. Несмотря на то, что другие персонажи были представлены в изменённом виде, Биг остался единственным персонажем без изменений. В каждом уровне он появляется дважды, не считая уровня Lost Prologue, где он появляется только раз. Чтобы найти его, игрок должен остановиться в определённом месте на несколько секунд, чтобы включилась кат-сцена с котом; эти кат-сцены также открывают новую страницу в галерее.
В Mario & Sonic at the Olympic Games Биг является судьёй на испытании Single Sculls. Бига сначала хотели сделать игровым, но он остался недоступен в игре. Но хакеры, взломав игру, сумели найти спрятанный код и сделать игровыми несколько персонажей, включая Бига.
В Sega Superstars Tennis Биг появляется в Green Hill Zone.
Биг является игровым персонажем в Sonic Chronicles: The Dark Brotherhood и входит в класс поддержки. Он сильнее, чем остальные персонажи, но медленнее их.
В Mario & Sonic at the Olympic Winter Games Биг появляется как один из VIP-персонажей, а в Sonic and the Black Knight можно открыть маску Бига для Соника.
Биг является игровым персонажем в Sonic & Sega All-Stars Racing. Он управляет Green Hopper’ом — байком, похожим на кузнечика. Его All-Star-движение вызывает огромного Фрогги, топчущего трассу. Однако в продолжении Sonic & All-Stars Racing Transformed персонаж появляется в качестве камео.
Биг появляется в Sonic Colors, когда ищет Фрогги, и даёт миссию Сонику.
Биг был одним из игровых персонажей в игре Sonic Forces: Speed Battle.
В Sonic Frontiers Биг появляется в качестве некого подобия продавца улучшений. В игре присутствует элемент рыбалки с Бигом, который позволяет получить разные предметы, не делая этого в открытом мире.

## Другие появления
Кроме игр, Биг появился как второстепенный персонаж в аниме Sonic X и в основном играл роль, отыгрывая события Sonic Adventure, за исключением того, что в поисках Фрогги ему помогал Крис Торндайк. Он первый раз появляется в начале первой серии, когда он спит у реки, а рядом находится Фрогги. Также в японской версии 46 серии, он выступил против Эллы.
В комиксах Sonic X, Биг появляется в Париже, когда Соник и другие находятся на Всемирной выставке. Он бьёт Доктора Эггмана по лицу, когда он узнаёт его, а затем он помогает Сонику и другим разделаться с его роботами, которые были на свободе.
Вежливым, как кажется, он становится, когда доктор Эггман угрожает причинить вред Фрогги или людям, о которых волнуется Биг, на что Биг отвечает ударом, сбивающим Эггмана с ног. Позже он появляется на вечеринке в доме Криса, и когда Чак обнаруживает присутствие Изумруда Хаоса внутри метеорита, упавшего на Южном полюсе, и делает команду с Соником и Наклзом.
В комиксах Sonic the Hedgehog, Биг появляется во время адаптации сюжета Sonic Adventure. Согласно данным комиксам он раньше жил в Таинственной Стране Котов, а затем переселился в деревню Нотхол. Биг появляется в многочисленных сценах столпотворения, участвует в битве с Ксордами, также играет роль Эггмана в тамошней игре для детей и был на свадьбе Антуана и Банни. Он вместе с Соником и Салли помог Нации Волков и Пумам Воинам разобраться с Тёмным Эгг Легионом и ударил волка Драго. Дальше, был показан во время Атаки Яйца Смерти и Титан Метал Соника, и вторжения Армии Боевых Птиц. Сейчас состоит в составе Команды Свободы, которая защищает Новый Моботрополис от Короля Иксиса Наугуса. Во время ещё одной атаки Яйца Смерти, Биг вместе с командой победил в битве, и помог уничтожению Метал Соника, Метал Тейлза и Метал Эми.
В другой серии комиксов, Sonic the Comic, Биг впервые появляется во время рыбалки, когда Хаос, потерявший мощь и снова ставший рыбой, приплывает к Бигу, рыбачившему в этих водах, что побудило его обратиться и удивлённо пробормотать «Хм?»
Автор комикса, писатель Найджел Китчинг, сказал, что он решил включить в комиксы Бига. Он чувствовал, что Биг напомнил ему персонажа Миядзаки и он хотел бы сделать из него реальную личность, но отмена выпуска Sonic the Comic помешала этому.

## Озвучивание
В первых трёх играх, в которых появился Биг, его озвучил актёр дубляжа Джон Сент-Джон, более известный по озвучиванию персонажа Дюка Нюкема. В американском дубляже Sonic X и игре Sonic & Sega All-Stars Racing кота озвучил Оливер Вайман, также известный как Пит Зарустика. Начиная с игры Sonic Colors, голосом Бига в английском дубляже стал Кайл Хеберт. В мультсериале Sonic Prime кота озвучил Ян Ханлин.
В Sonic Adventure и Sonic Shuffle сэйю Бига был Сюн Ясиро; начиная с игры Sonic Heroes и мультсериала Sonic X, им стал Такаси Нагасако.

## Оценки критиков
Леон Макдональд из PALGN поместил Бига на 4 место в списке «10 худших персонажей компьютерных игр всех времён». Он раскритиковал игровой процесс за Бига в игре Sonic Adventure, заметив: «Мы покупаем игру про Соника не для того, чтобы играть в разочаровывающий медленный уровень с участием фиолетового кота».